# 이철용 (정치인)
이철용(李喆鎔, 1948년 10월 7일 ~ )은 대한민국의 정치인이다. 제13대 국회의원을 지냈다. 서울특별시 출신이다.

## 생애
대한민국의 소설가, 정치인이다. 1948년 서울특별시에서 태어났다. 서울종암초등학교를 졸업하였다.
소설가로서 <꼬방동네 사람들>, <어둠의 자식들> 등의 소설을 집필하였는데 당시는 이동철이란 필명을 사용하였다. 어둠의 자식들의 주인공 이름은 필명인 이동철 그대로 갖다 썼으며 이장호 감독에 의해 연작 실사영화화가 되기도 하였으며 1부는 동명의 제목으로, 2부는 바보선언이라는 제목으로 실사화되었다.
1988년 제13대 국회의원 선거에서 평화민주당 후보로 서울특별시 도봉구 을 선거구에 출마하여 현역 전국구 국회의원인 민주정의당 배성동 후보를 꺾고 당선되었다. 1992년 제14대 국회의원 선거에서는 민주당 공천에서 청보식품 사장 출신인 김원길에 밀리자 무소속으로 서울특별시 도봉구 을 선거구에 출마하였으나 김원길 후보에 밀려 낙선하였다.
14대 국회의원 선거에 출마하였다가 흉기에 피습을 당하였다. 당시 민주당 공천에 탈락하며 무소속으로 출마한 것이 정치 테러의 원인이 되었다는 주장이 있다.
이후 김대중과 거리를 두었다. 1996년 제15대 국회의원 선거에서 신한국당 후보로 서울특별시 강북구 을 선거구에 출마하였으나 새정치국민회의 조순형 후보에 밀려 낙선하였다. 1997년 제15대 대통령 선거를 앞두고 국민신당에 몸담았다.
정계에서 은퇴한 뒤에는 역술인이 되었다고 한다. 인생역정이 파란만장한데 구두닦이에서 건달, 빈민운동까지 하고 상술했다시피 국회의원까지 역임하고 지금은 점 보고 있다고 한다.

## 학력
- 서울종암국민학교 졸업

## 경력
- 장애우권익문제연구소 이사
- 장애인문화예술진흥개발원 이사장
- 1972 은성학원 원장
- 1978 기독교도시빈민선교협의회 의원
- 1987 국민운동본부 발기인, 한겨레신문 창간발기인
- 1988 평화민주통일연구회 발기인, 이사
- 1988 평화민주당 도시서민문제 특위장
- 1988 ~ 1992 제13대 국회의원
- 1996 ~ 1997 신한국당 서울시당 강북구 을 지구당 위원장
- 1997 국민신당 중앙당 선거대책위원회 대외협력본부장
- 1997 국민신당 서울시당 강북구 을 지구당 지구당 위원장

## 역대 선거 결과
|  | 32.09% |

|  | 10.18% |

|  | 28.51% |

|  | 6.54% |

## 같이 보기
- 도봉구 을 (1988년 선거구)
- 서울 도봉구의 국회의원